# Јанко Забунов
Јанко Забунов (буг. Янко Забунов) је бугарски политичар, идеолог и оснивач Бугарског земљорадничког савеза.

## Биографија
Рођен је 12. јуна 1868 г. у селу Момина црква (област Бургас). Био је учитељ у винарији у Сливену у њен директор (1894-95); гувернер државне лозе у Евксиноградској палати (1895-97); директор Плевенске винарске школе (1897), аграрни домар у Окружном савету у Плевену (1899); оснивач часописа „Орало“; уредник часописа „Аграрна заштита“ (буг. Земеделска защита). (1899).